# Том Кавана
То́мас (Том) Па́трік Ка́вана (англ. Thomas Patrick "Tom" Cavanagh; народ. 26 жовтня 1963, Оттава, Онтаріо, Канада) — канадський актор та режисер. Став відомим завдяки різним ролям на американському телебаченні, включаючи головні ролі в «Ед» (2000—2004), «Мавп'яче кохання» (2006) та «Довірся мені» (2009), а також другорядні ролі в серіалах «Провіденс» і «Клініка». Починаючи з 2014 року, Кавана знімається у телесеріалі каналу The CW «Флеш», де зображує різні версії Гаррісона Веллса. Він також був режисером кількох епізодів серіалу.

## Життєпис

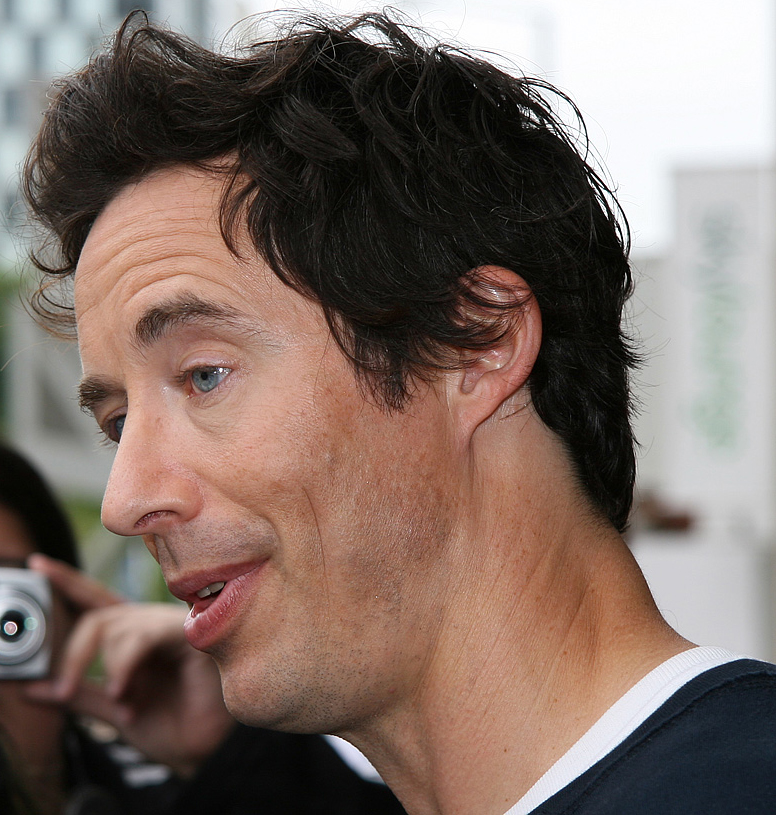
Кавана на Кінофестивалі в Торонто в 2008 році.

Кавана народився в Оттаві, Онтаріо. Він має ірландське походження і виріс в багатодітній римо-католичній родині. В нього є старший брат, прокурор, і три сестри. Одна із його сестер викладає релігію і є капеланом в Онтаріо, друга — спеціаліст із аутизму в Торонто, а третя сестра — письменниця і живе в Лондоні.
Кавана разом із сім'єю переїхав в Віннебу, невеликий город в Гані. В юності, його сім'я переїхала в Ленноксвилль, Квебек, де він пішов до старшої школи. Він відвідував Семінарію Шурбрука (фр. Séminaire de Sherbrooke), де навчався французькою мовою і грав у баскетбол за команду «Барони». Пізніше він навчався в Коледжі Шамплейн (фр. Champlain College) в Ленноксвиллі.
Під час навчання в Університеті Квінз в Кінгстоні, Онтаріо, Кавана захопився театром і музикою, грав у хокей і баскетбол. Він закінчив університет із ступенем в англійській і біології.
В 2006 році Том брав участь у нью-йоркському марафоні, де фінішував з результатом 3:29:31.

## Приватне життя
Кавана одружився з фото-редактором журналу «Sports Illustrated» Морін Гріс (англ. Maureen Grise) 31 липня 2004 року на романо-католичній церемонії в Нантакеті, штат Массачусетс. У пари четверо дітей: два сина і дві доньки.

## Фільмографія
| Кіно         | Кіно                      | Кіно                   | Кіно                                                 | Кіно                        |
| Рік          | Назва                     | Оригінальна назва      | Роль                                                 | Примітки                    |
| ------------ | ------------------------- | ---------------------- | ---------------------------------------------------- | --------------------------- |
| 2002         | Піф-паф, ти — мертвий     | Bang Bang You're Dead  | Вел Данкан                                           |                             |
| 2004         | Страшніше шторму          | Heart of the Storm     | Сімпсон                                              |                             |
| 2004         | Сніг                      | Snow                   | Нік Сноуден                                          |                             |
| 2005         | Алхімія почуттів          | Alchemy                | Мел Дауні                                            |                             |
| 2006         | Проблеми Грей             | Gray Matters           | Сем                                                  |                             |
| 2006         | Два тижні                 | Two Weeks              | Баррі Бергман                                        |                             |
| 2006         | Як їсти жарених черв'яків | How to Eat Fried Worms | Батько                                               |                             |
| 2006         | Солодка північ            | The Cake Eaters        | Лойд                                                 |                             |
| 2007         | Нестерпний хлопчисько     | Breakfast with Scot    | Ерік Макноллі                                        |                             |
| 2007         | Апофеоз                   | Sublime                | Джордж Грівс                                         |                             |
| 2008         | Сніг 2: Заморозка мозгів  | Snow 2: Brain Freeze   | Нік Сноуден                                          |                             |
| 2010         | Ведмідь Йогі              | Yogi Bear              | Френсіс Джон Сміт                                    |                             |
| 2011         | Рідво за обміном          | Trading Christmas      | Чарльз Джонсон                                       |                             |
| 2012         | Вбивця сред нас           | A Killer Among Us      | Нік Карлтон                                          |                             |
| 2014         | Творець ігор              | The Games Maker        | Хазяїн Драго                                         |                             |
| 2014         |                           | The Birder             | Рон Спенсер                                          |                             |
| 2015         | 400 днів                  | 400 Days               | Зелл                                                 |                             |
| 2022         | В'язниця суперлиходіїв    | Corrective Measures    | Гордон Твіді                                         |                             |
| Телебачення  |                           |                        |                                                      |                             |
| Рік          | Назва                     | Оригінальна назв       | Роль                                                 | Примітки                    |
| 1995–02      | За межею можливого        | The Outer Limits       | Карл Томан                                           | Головна роль; 1 епізод      |
| 1999–2000    | Провіденс                 | Providence             | Даг Бойс                                             | Другорядна роль; 8 епізодів |
| 2000–2004    | Ед                        | Ed                     | Ед Стівенс                                           | Головна роль; 83 епізоди    |
| 2002–2009    | Клініка                   | Scrubs                 | Ден Доріан                                           | Другорядна роль; 7 епізодів |
| 2008–2009    | Ілай Стоун                | Eli Stone              | Джеремі Стоун                                        | Другорядна роль; 7 епізодів |
| 2009         | Довірся мені              | Trust Me               | Коннер                                               | Головний склад; 13 епізодів |
| 2011–2012    | Дорогий доктор            | Royal Pains            | Джек О'Маллі                                         | Другорядна роль; 7 епізодів |
| 2014–дотепер | Флеш                      | The Flash              | Еобард Тоун / Зворотній Флеш / Доктор Гаррісон Веллс | Головний склад; 69 епізодів |
| 2014         | Послідовники              | The Following          | Кінгстон Таннер                                      | Другорядна роль; 4 епізоди  |
| 2016         | Ван Хелсінг               | Van Helsing            | Міка                                                 | Другорядна роль; 1 епізод   |
| 2017         | Супердівчина              | Supergirl              | Еобард Тоун / Зворотній Флеш / Доктор Гаррісон Веллс | Другорядна роль; 1 епізод   |
| 2017         | Стріла                    | Arrow                  | Еобард Тоун / Зворотній Флеш / Доктор Гаррісон Веллс | Другорядна роль; 1 епізод   |
| 2017         | Легенди завтрашнього дня  | Legends of Tomorrow    | Еобард Тоун / Зворотній Флеш / Доктор Гаррісон Веллс | Другорядна роль; 1 епізод   |